# Chapelle Notre-Dame de Beauvoir
La chapelle Notre-Dame est une chapelle située à Moustiers-Sainte-Marie, en France.

## Localisation
La chapelle est située sur la commune de Moustiers-Sainte-Marie, dans le département français des Alpes-de-Haute-Provence.

## Historique
Édifice construit à partir XIIe siècle sur les ruines d'un temple marial érigé au Ve siècle, la chapelle Notre-Dame de Beauvoir était autrefois un sanctuaire à répit où les parents venaient placer leur nourrisson sous la protection de la Vierge. Elle est classée au titre des monuments historiques en 1921.